# Kenneth Frazier

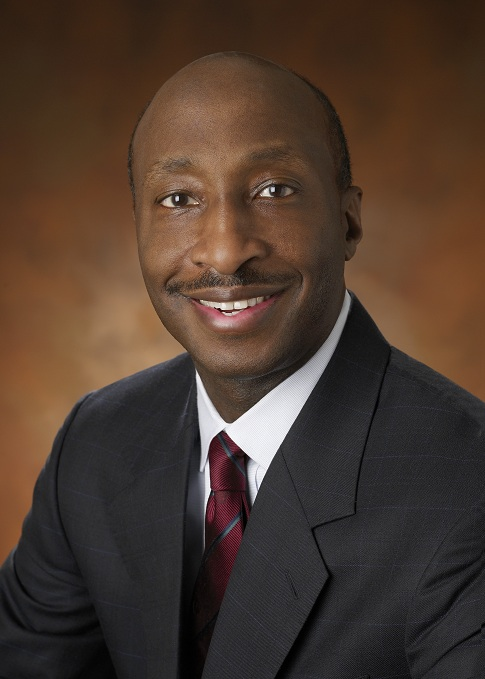
Kenneth C. Frazier

Kenneth C. Frazier (* 17. Dezember 1954 in Philadelphia) ist ein US-amerikanischer Manager.

## Leben
Fraziers Mutter starb früh, sein Vater war Hausmeister. Frazier studierte Rechtswissenschaften an der Pennsylvania State University und an der Harvard Law School. Anschließend war er bei einer Kanzlei in Philadelphia beschäftigt. Anfang der 1990er-Jahre begann er seine Arbeit beim US-amerikanischen Unternehmens Merck & Co. Dort stieg er schließlich zum Präsidenten und CEO auf und löste im Januar 2011 seinen Vorgänger Richard Clark ab. 2012 wurde er in die American Academy of Arts and Sciences gewählt, 2018 in die American Philosophical Society.
Frazier gehörte zu dem wirtschaftspolitischen Beratergremium American Manufacturing Council des US-amerikanischen Präsidenten Donald Trump. Nachdem Trump spät auf den Anschlag in Charlottesville reagiert hatte, trat er aus dem Gremium aus und begründete dies mit den Worten: „Ich fühle mich verantwortlich, Stellung gegen Intoleranz und Extremismus zu beziehen.“
2018 zählte Frazier zu den 100 einflussreichsten Persönlichkeiten des Time-Magazines (Time 100).